# Jessica Hawkins
Jessica Hawkins (Headley, East Hampshire, 16 de febrero de 1995) es una piloto de automovilismo y especialista de cine británica. A la fecha noviembre de 2021 compite en la Serie W, así como en el Campeonato Británico de Turismos.

## Carrera
Hawkins hizo su debut en el automovilismo profesional en la Fórmula Ford británica en Silverstone, en un evento único en el que terminó dos veces entre los diez primeros. Su sólida actuación de novata hizo que Falcon Motorsport la eligiera para competir en el Campeonato de Fórmula MSA de 2015. Tuvo que esperar hasta la cuarta ronda del campeonato en Oulton Park para hacer su debut, y solo completó la mitad del campeonato de diez rondas, terminando undécima en dos ocasiones y en el puesto 23 en el campeonato. En un intento por mantener vivos sus sueños de un monoplaza, participó en la ronda de Baréin del MRF Challenge 2015-16, pero terminó en el 15.º lugar en ambas carreras.
En 2016, Hawkins pasó a las carreras de una sola marca, compitiendo en la serie Volkswagen Racing Cup. Pasó al Mini Challenge en 2017, obteniendo seis victorias en su clase y terminando en segundo lugar detrás de Matt Hammond en la división Pro. Regresó a la Copa VW en 2018, y pasó la mayor parte de ese año trabajando como piloto de acrobacias en Fast and Furious Live. En 2019 se trasladó a la nueva categoría exclusiva para mujeres W Series, donde ocupó el puesto 11 después de dos puntos en las últimas dos carreras de la temporada. En 2020, después de la cancelación de la segunda temporada, Hawkins hizo su debut en las carreras del Campeonato Británico de Turismos de 2020 para Power Maxed Racing en el circuito de Snetterton. Se clasificó en el puesto 22 donde permaneció durante la carrera 1. Durante la carrera 2, recuperó un lugar para tomar el puesto 21, y luego en la tercera carrera, subió otra posición para alcanzar el puesto 20.
Hawkins continuó trabajando como especialista en acrobacias en 2021, participando en la película de James Bond No Time to Die. El 19 de mayo, fue anunciada como la piloto embajadora del Aston Martin Cognizant F1 Team. Ese mismo año regresó a la W Series y también hizo un regreso único al BTCC en Snetterton cuando se le pidió que se hiciera cargo del Ford Focus de Andy Neate cuando eligió no participar de dicho evento.
En septiembre de 2023, Hawkins probó en Hungaroring el Aston Martin AMR21 de la temporada 2021 de Fórmula 1 en unas pruebas privadas, completando 26 vueltas y un total de 114 kilómetros. Se convirtió en la primera mujer en subirse a un monoplaza de Fórmula 1 desde que la colombiana Tatiana Calderón lo hiciera al volante del Sauber C32 en 2019.

## Vida personal
Hawkins mantiene una relación con la también piloto de carreras Abbie Eaton.